# Grand Chute
Grand Chute är en ort i Outagamie County i den amerikanska delstaten Wisconsin i USA. Orten grundades den 3 april 1849 i Brown County och blev en kort tid därefter ansluten till Outagamie County i samband med grundandet av det nya countyt.

## Kända personer från Grand Chute
- Joseph McCarthy, politiker
- George J. Schneider, politiker